# Bruce Hick
Bruce Hick, född den 20 augusti 1963 i Rockhampton i Australien, är en australisk roddare.
Han tog OS-brons i lättvikts-dubbelsculler i samband med de olympiska roddtävlingarna 1996 i Atlanta.